# Enzim digestiu
Els enzims digestius són enzims que degraden macromolècules polimèriques en les seves unitats menors, per tal de facilitar la seva absorció en el cos. Els enzims digestius es troben al tracte digestiu dels animals incloent els humans i en les plantes carnívores, on ajuden a la digestió dels aliments i també es troben dins les cèl·lules, especialment en els lisosomes, on la seva funció és mantenir la supervivència de la cèl·lula. Hi ha gran diversitat d'enzims digestius i es troben en la saliva secretada per les glàndules salivals, en l'estómac, en el suc pancreàtic i en les secrecions intestinals.
Els enzims digestius es classifiquen basant-se en els seus substrats enzimàtics: 
- proteases i peptidases divideixen les proteïnes en petits pèptids i aminoàcids.
- les lipases divideixen el greix en tres àcids grassos i glicerol.
- les carbohidrases divideixen els carbohidrats com el midó i sucres en sucres simples com la glucosa.
- les nucleases divideixen els àcids nucleics en nucleòtids.

En el sistema digestiu humà, els principals llocs de digestió són la cavitat oral, l'estómac i l'intestí prim. Els enzims digestius se secreten per diferents glàndules exocrines incloent: 
- Glàndules salivals
- Cèl·lules secretores en l'estómac
- Cèl·lules secretores en el pàncrees
- Glàndules secretores en l'intestí prim